# Nascentes do Lago Jari nationalpark
Nascentes do Lago Jari nationalpark är en nationalpark i Brasilien. Den ligger i kommunen Tapauá och delstaten Amazonas, i den centrala delen av landet, 1 900 km nordväst om huvudstaden Brasília.
I omgivningarna runt Nascentes do Lago Jari nationalpark växer i huvudsak städsegrön lövskog. Trakten runt Nascentes do Lago Jari nationalpark är nära nog obefolkad, med mindre än två invånare per kvadratkilometer. Tropiskt monsunklimat råder i trakten. Årsmedeltemperaturen i trakten är 23 °C. Den varmaste månaden är oktober, då medeltemperaturen är 24 °C, och den kallaste är januari, med 22 °C. Genomsnittlig årsnederbörd är 3 208 millimeter. Den regnigaste månaden är mars, med i genomsnitt 470 mm nederbörd, och den torraste är augusti, med 72 mm nederbörd.